# Jutia (Abjasia)
Jutia (en georgiano: ხუტია; en abjasio: Хутия) es una aldea que pertenece a la parcialmente reconocida República de Abjasia, parte del distrito de Gulripshi, aunque de iure pertenece al municipio de Gulripshi de la República Autónoma de Abjasia de Georgia.

## Toponimia
El nombre deriva de la palabra esvana Lijuet (cortado). El topónimo indica el fin de la población georgiana local en la Edad Media.

## Geografía
Jutia se encuentra en la parte superior del valle de Kodori, en el margen derecho del río Kodori. La aldea está a 88 km de Gulripshi y se administra desde el pueblo de Azhara.

## Historia
Después de la guerra del Cáucaso, cuando se anexó el principado de Abjasia, los rusos expulsaron a los habitantes originales (abjasios tsebelda y dali) de los valles en los tramos superiores del Kodori. 
El 12 de agosto de 2008, las fuerzas abjasias tomaron el control de Jutia y de la mayoría del valle de Kodori, también conocido como la Alta Abjasia.

## Demografía
La evolución demográfica de Jutia entre 1959 y 2002 fue la siguiente:
| 142                                                 | 83 | 116 |
| (Fuente: Population of Abkhazia since Soviet times) |    |     |

Según el censo de 2002, el 96% de la población georgianos del subgrupo de los esvanos.